# Crompton Motor Carriage Company
Crompton Motor Carriage Company war ein US-amerikanischer Hersteller von Automobilen.

## Unternehmensgeschichte
Das Unternehmen wurde 1901 in Worcester in Massachusetts gegründet. Charles H. Crompton war der Präsident. Anfangs war die Produktion von Elektroautos und Dampfwagen geplant. Allerdings wurden die Experimente mit Elektroautos schnell aufgegeben. Im April 1902 war der erste Dampfwagen bereit zum Testen. Im März 1903 fand die erste Präsentation auf der Boston Automobile Show statt. Der Markenname lautete Crompton. Ein Feuer im Mai 1905 zerstörte das Werk. Damit endete die Produktion. Insgesamt entstanden nur wenige Fahrzeuge.

## Fahrzeuge
Der Dampfmotor hatte vier Zylinder. Er war im Heck montiert und trieb über eine Kardanwelle die Hinterachse an. Neben dem Motor waren beidseits jeweils zwölf kleine Dampfkessel angeordnet. Der offene Runabout bot Platz für zwei Personen. Die geschwungene Fahrzeugfront ähnelte dem Oldsmobile Curved Dash mit Ottomotor.